# Lefèvre (patronyme)
Pour les articles homonymes, voir Lefèvre.
Cette page présente le nom de famille Lefèvre ainsi que ses variantes.
Lefèvre est un patronyme français.
Nom de famille d’origine française et belge

## Étymologie
Lefèvre désigne un forgeron.

## Variantes
- Lefèvre
- Lefèbvre
- Lefebvre
- Lefevre
- Le Febvre
- LeFebvre
- Lefébure

## Popularité
Lefebvre est très répandu en France, il s'agit du 13e nom de famille le plus courant selon des chiffres basés sur les naissances en France de 1891 à 1990.

## Personnalités portant ce patronyme
- Haut – A
- B
- C
- D
- E
- F
- G
- H
- I
- J
- K
- L
- M
- N
- O
- P
- Q
- R
- S
- T
- U
- V
- W
- X
- Y
- Z

### A
- Abel Lefèvre (1870-1948), homme politique français ;
- Achille Désiré Lefèvre (1798-1864), graveur français ;
- Alain Lefebvre (né en 1960), informaticien français ;
- Alain Lefebvre (né en 1947), journaliste français ;
- Alain Lefèvre (né en 1962), pianiste et compositeur québécois ;
- Albert Lefebvre (1782-1861), avocat, magistrat et homme politique belge ;
- Alexandre Claude Lefebvre de la Faluère (1674-1747), grand maître des Eaux et Forêts de Paris entre 1703 et 1745 ;
- Alexandre Lefebvre (né en 1985), joueur de hockey sur glace français ;
- Alexandre Lefèvre (1834-1914), homme politique français ;
- Alexandre Louis Lefebvre (1798-1867), entomologiste français ;
- Amédée Lefèvre (1798-1869), médecin de marine français ;
- André Lefèvre  ;
- Annick Lefebvre (1965-), athlète française, spécialiste du lancer du poids ;
- Annick Lefebvre (1981-), dramaturge québécoise ;
- Antoine Lefebvre de Vatimesnil (1789-1860), magistrat et homme politique français ;
- Antoine Lefèvre (1814-1880), fondateur de l’entreprise Lefèvre-Denise ;
- Antoine Lefèvre (né en 1966), homme politique français ;
- Antoine-Louis Lefebvre de Caumartin (1725-1803), prévôt des marchands de Paris de 1778 à 1784 ;
- Armand Lefebvre (1800-1864), diplomate et historien français ;
- Audrey Lefevre (1980-) maquilleuse française ;
- Auguste Lefèvre (1828-1907), vice-amiral français, ministre de la Marine en 1893-1894.

### B
- Barbara Lefebvre (née en 1972), une enseignante, essayiste et chroniqueuse française ;
- Bernard Lefebvre (1906-1992), photographe français ;
- Bernard Lefèvre (1930-2019), footballeur français ;
- Bob Lefebvre (né en 19??), acteur québécois ;
- Brigitte Lefèvre (née en 1944), danseuse et chorégraphe française, directrice de la danse à l'Opéra de Paris ;
- Bruno Lefebvre (née en 1980), homme politique belge wallon.

### C
- Camille Lefèvre
- Caroline Lefebvre (1828-1905), cantatrice française ;
- Catherine Hubscher Lefebvre, dite Madame Sans-Gêne (1753-1835), femme de François Joseph Lefebvre ;
- Charles Auguste Lefebvre (1821-1912), homme politique français ;
- Charles Lefebvre (1861-1936), homme politique belge flamand, petit-fils de Albert Lefebvre ;
- Charles Édouard Lefebvre (1843-1917), compositeur français ;
- Charles Joseph Louis Lefebvre (1857-1894), peintre belge ;
- Charles Lefebvre-Desnouettes (1773-1822), général de division français ;
- Charles-François Lefebvre de Laubrière (1688-1738), magistrat et homme d'Église français, évêque de Soissons ;
- Charles-Hugues Le Febvre de Saint-Marc (1698-1769), écrivain français ;
- Charles Victor Eugène Lefebvre (1805-1882), peintre français ;
- Christian Lefèbvre (1951-), coureur cycliste français ;
- Claire Lefebvre (1974-), actrice et chanteuse française ;
- Claire Lefebvre (19?-), professeure québécoise de linguistique ;
- Claude Lefèbvre (1632-1675), peintre et graveur français ;
- Claude Lefebvre (1931-2012), compositeur et poète français ;
- Claude Ulysse Lefebvre (1929-2016), homme politique canadien ;
- Clovis-Césaire Lefèvre, dit Clovis (1851-1910), chansonnier français ;
- Cyril Lefebvre (1947-2012), musicien, ’pataphysicien et érudit français.

### D
- Daniel Lefebvre (né en 1949), compositeur et organiste belge ;
- Daniel Lefèvre (1937-2010), poète français ;
- David Lefèvre (né en 1972), coureur cycliste français ;
- David Lefèvre (1980-), tueur en série français ;
- Denis François Lefebvre (1796-1867), homme politique français ;
- Denis Lefèvre (né en 1955), journaliste et écrivain français ;
- Denis Lefebvre (ne en 1953), journaliste et écrivain français ;
- Denis Lefebvre, compositeur du XVIIe siècle ;
- Didier Lefèvre (1957-2007), photojournaliste français ;
- Dominique Lefèvre  ;
- Dominique Lefèvre-Desforges (1737-1769), un peintre français ;
- Édouard Lefebvre de Béhaine, comte Pigneaux (ou Pigneau) (1829-1897), diplomate français.

### E
- Édouard Lefèvre (1839-1894), botaniste français ;
- Elsie Lefebvre (née en 1979), femme politique québécoise ;
- Émile Lefebvre (18?-1874), auteur dramatique et chansonnier français ;
- Ernest Lefèvre (1833-1899), homme politique français ;
- Eugène Lefebvre (1878-1909), pilote français.

### F
- Fabien Lefèvre  ;
- Félix Lefebvre (1999-), acteur français ;
- Francine Lefebvre (1908-1979), femme politique française ;
- François Lefebvre de Caumartin (1668-1733), évêque français ;
- François Lefebvre (1871-1956), homme politique français ;
- François Antoine Lefebvre dit l'abbé Lefevre (1828-1895), ecclésiastique et auteur français ;
- Françoise Lefèvre (née en 1942), écrivaine française ;
- François-Jean Lefebvre de La Barre (1745-1766), arrière-petit-fils de Joseph-Antoine Le Febvre de La Barre ;
- François Joseph Lefebvre (1755-1820), maréchal de France ;
- Frédéric Lefebvre (né en 1963), homme politique français ;
- Frédéric Lefèvre (1889-1949), romancier, essayiste et critique littéraire français ;
- Frédérique Lefebvre (né en 1961), athlète française.

### G
- Gaspar Lefebvre (1880-1966), moine bénédictin belge de Saint-André (Bruges) ;
- Géo Lefèvre (1887-1961), journaliste sportif français ;
- Georges Lefebvre  ;
- Germaine Lefèbvre (1928-1990), mannequin et actrice française ;
- Gilles Lefebvre (1922-2001), violoniste québécois ;
- Gilles R. Lefebvre (19?-), linguiste québécois ;
- Grégory Lefebvre (né en 1971), footballeur français ;
- Guillaume Lefebvre (né en 1981), joueur de hockey sur glace canadien ;
- Guillaume Lefebvre-Dhenin (17?-17?), homme politique français, maire de Lille en 1793-1794 ;
- Gustave Lefebvre (1879-1957), égyptologue et helléniste français ;
- Gustave Lefèvre (19?-19?), quintuple vainqueur du Bol d'or ;
- Gustave Lefèvre (1831-1910), compositeur et pédagogue français ;
- Guy Lefèvre (1933-2018), vitrailliste malgache.

### H
- Hélène Lefebvre (née en 1991), rameuse française ;
- Henri Basnage de Beauval dit Le Fèvre (1657-1710), historien et lexicographe français ;
- Henri Lefèbvre (1867-1923), clarinettiste français ;
- Henri Lefebvre (19?-19,), chimiste français ;
- Henri Lefebvre (1901-1991), sociologue français marxiste ;
- Henri Lefèbvre (1905-1970), lutteur français ;
- Henri Lefèvre (1827-1885), économiste français ;
- Henricus Lefèvre (1863-1921), homme politique socialiste belge ;
- Henry Lefèvre (1825-1877), homme politique français ;
- Hippolyte Lefebvre, auteur dramatique français du XIXe siècle ;
- Hippolyte Lefèbvre (1863-1935), sculpteur et graveur-médailleur français ;
- Hubert Lefèbvre (1878-19,), joueur français de rugby à XV ;
- Isabelle Lefèvre (née en 1966), nageuse française.

### J
- Jacques Henri Lefebvre de Ladonchamps (1727-1815), général de brigade français ;
- Jacques Lefebvre (1773-1856), banquier et homme politique français ;
- Jacques Lefèvre d'Étaples (1455-1536), théologien et humaniste français ;
- Jacques Lefèvre (1928-2024), escrimeur français ;
- Jacques Lefevre (né en 1943), homme politique belge ;
- Janou Lefèbvre (né en 1945), cavalière française ;
- Jean Baptiste Lefebvre de Villebrune (1732-1809), médecin, philologue et traducteur français ;
- Jean-Claude Lefebvre, alias Dominique Sampiero (1954-), écrivain, scénariste et poète français ;
- Jean Le Fèvre ou Jehan Lefèvre (1493-1565), chanoine de Langres et de Bar-sur-Aube ;
- Jean Le Fèvre de Saint-Remy (1395-1468), chroniqueur français et seigneur de Saint-Remy, de la Vacquerie, d'Avesnes et de Morienne ;
- Jean Le Fèvre (1650-1706), astronome français ;
- Jean le Fèvre ou Lefèvre (13?-1372), cardinal français ;
- Jean Lefebvre (1714-1760), marchand et entrepreneur à Québec.
- Jean Lefebvre de Cheverus (1768-1836), cardinal français, archevêque de Bordeaux ;
- Jean Lefebvre (1919-2004), acteur français ;
- Jean Lefebvre ou Jean Faber (vers 1570-1629), médecin anatomiste et botaniste italien ;
- Jean Lefèvre (1887-1973), agronome français et ministre du Comité français de la Libération nationale ;
- Jean-Claude Lefebvre  ;
- Jean-Marie Lefebvre (1948-2010), journaliste et éditorialiste français, spécialiste de politique étrangère à RTL ;
- Jean-Paul Lefebvre-Filleau (né en 1950), officier de gendarmerie, écrivain, historien et prêtre orthodoxe français ;
- Jean-Pierre Lefèvre (1940-), cinéaste, comédien et producteur franco-belge
- Jean-Pierre Lefebvre (né en 1943), germaniste et traduct ;eur français ;
- Jean Pierre Lefebvre (né en 1941), réalisateur québécois ;
- Jean-Xavier Lefèvre (1763-1829), musicien suisse et premier professeur de clarinette du Conservatoire de Paris ;
- Jérémie Lefebvre (né en 1972), écrivain français ;
- Jim Lefebvre (né en 1942), joueur, instructeur et manager de baseball ;
- Joseph-Antoine Le Febvre de La Barre (1622-1688), gouverneur de la Nouvelle-France ;
- Joseph-Charles Lefèbvre (1892-1973), cardinal français, archevêque de Bourges ;
- Jules Lefebvre (1836-1911), peintre français ;
- Jules Lefèvre-Deumier (1797-1857), écrivain et poète français ;
- Jules-Henri Lefèvre, alias Henri Tournelle (1893-1959), dramaturge belge ;
- Julien-Urbain-François-Marie-Riel Lefebvre de La Chauvière (1757-1816), homme politique français ;
- Justine Lefebvre (née en 1987), joueuse de kayak-polo internationale française.

### K
- Kim Lefèvre (1935-), romancière et traductrice franco-viêtnamiene.

### L
- Laurence Lefèvre, nom de plume de Laurence Korb (née en 1951), écrivaine française, plus connue sous le pseudonyme de Claude Izner, commun avec sa sœur Liliane Korb ;
- Laurent Lefèvre
- Léopold Lefebvre (1769-1844), industriel et homme politique belge ;
- Louis Lefebvre  ;
- Louis Antoine Lefebvre (c.1700-1763), compositeur et organiste français ;
- Louis Charles Nicolas Lefebvre de Cerisy (1789-1864), entomologiste français ;
- Louis Joseph Lefebvre (mort en 1799), peintre et illustrateur français ;
- Louise-Rosalie Lefebvre, dite Mme Dugazon (1755-1821), comédienne et cantatrice française ;
- Luc Lefebvre (né en 1962), animateur de radio québécois ;
- Luc Lefèbvre (né en 1956), scénariste et dessinateur belge de bande dessinée ;
- Lucien Lefèvre (1850-19?), affichiste français ;
- Lucie Lefebvre (née en 1956), artiste et photographe québécoise ;
- Lucile Lefevre (née en 1995), snowboardeuse française, spécialiste du half-pipe.

### M
- Madeleine Natanson née Lefèvre (1927-2013), psychanalyste française ;
- Marc LeFebvre (né en 1982), joueur de hockey sur glace canadien ;
- Marc Antoine Le Fèvre de Caumartin (1751-1803), magistrat et intendant français ;
- Marcel Lefebvre (1941-2022), créateur, réalisateur, producteur et metteur en scène québécois ;
- Marcel Lefebvre (1905-1991), archevêque français, principale figure de l'opposition traditionaliste au concile Vatican II ;
- Marcel Lefèvre (né en 1937), peintre et poète belge ;
- Marcel Lefèvre (1918-1944), pilote de l'escadrille Normandie-Niemen ;
- Margot Lefebvre (1936-1989), chanteuse et animatrice québécoise ;
- Marguerite Lefèvre (1894-1967), géographe belge ;
- Marie Lefebvre (1864-1934), criminelle française ;
- Marie Xavier Joseph Lefebvre (1785-1812), général de brigade français, fils du maréchal Lefebvre ;
- Marie-Thérèse Lefebvre (née en 1942), musicologue et professeure québécoise ;
- Maurice Victor Guido Lefèvre (1863-1941), auteur-compositeur-interprète, accompagnateur et récitant belge ;
- Maurice Lefebvre (1913-1983), joueur de water-polo français ;
- Maurice Lefebvre-Lourdet (1860-1934), peintre, dessinateur, illustrateur et affichiste français ;
- Michel Lefèbvre (1929-2011), joueur de football français ;
- Michel Lefebvre (1933-2019), l'un des fondateurs de la géodésie spatiale française ;
- Murielle Lefebvre (1964-), éducatrice, conférencière, institutrice, formatrice et écrivaine française ;

### N
- Nazaire Lefebvre-Denoncourt (18,-19?), avocat québécois ;
- Nicaise Le Febvre (v. 1610-1669), pharmacien français ;
- Nicolas Lefèvre  ;
- Noël Lefebvre-Duruflé (1792-1877), homme politique français.

### O
- Olivier L. Brunet (né Olivier Lefèvre en 1960), réalisateur français ;
- Olivier Lefèvre d'Ormesson (1616-1686), magistrat et homme politique français.

### P
- Pascal Lefèvre (né en 1965), lanceur de javelot français ;
- Patrice Lefebvre (né en 1967), joueur de hockey sur glace canadien et italien ;
- Patrick Lefèvre (né en 1952), historien et archiviste belge ;
- Paul Lefèvre  ;
- Pauline Lefèvre (née en 1981), animatrice de télévision française ;
- Philippe Lefebvre  ;
- Pierre Lefebvre  ;
- Pierre-Louis Lefebvre .

### R
- Rachelle Lefèvre (né en 1979), actrice canadienne ;
- Raymond Lefebvre (1891-1920), journaliste français ;
- Raymond Lefèvre (1929-2008), compositeur et chef d'orchestre français ;
- Réjean Lefebvre, (né en 1943), homme d'affaires et homme politique québécois ;
- Rémi Lefebvre, (né en 1971), politologue français ;
- René Lefèvre  ;
- Richard Lefebvre des Noëttes (1856–1936), officier français et historien des techniques ;
- Robert Lefebvre (1907-1989), directeur de la photographie français ;
- Robert Lefèvre (1755-1830), peintre français ;
- Robert LeFevre (1911-1986), homme d'affaires libertarien et animateur de radio américain ;
- Roger Lefebvre (né en 1943), homme politique québécois ;
- Roger Lefèvre (1907-1981), universitaire et homme politique français ;
- Roland Lefèvre  ;
- Ronan Lefebvre (né en 1974), dessinateur, coloriste et scénariste français de bande dessinée ;
- Rosane Doré Lefebvre (née en 1984), femme politique canadienne.

### S
- Sébastien Lefebvre (né en 1981), guitariste québécois ;
- Serge Grave, nom d'artiste de Serge Hubert Lefèvre (1919-1995), acteur du cinéma français des années 1930 ;
- Séverine Lefebvre (née en 1977), auteur française de bande dessinée ;
- Simon Lefebvre (1768-1822), général de brigade français ;
- Solange Lefebvre (19,-), théologienne et professeure québécoise ;
- Stéphane Lefebvre (né en 1992), pilote de rallye français ;
- Sylvain Lefebvre (né en 1967), joueur de hockey sur glace canadien.

### T
- Tanneguy Le Fèvre (1615-1672), humaniste, philologue et helléniste français ;
- Théo Lefèvre (1914-1973), homme politique belge ;
- Théodore Lefebvre (1889-1943), géographe français et résistant ;
- Théophile Lefebvre (1811-1860), explorateur et voyageur français ;
- Thierry Lefèvre (né en 1955), auteur français de livres pour la jeunesse ;
- Thomas Lefebvre (né en 1992), joueur français de volley-ball ;
- Thomas Lefebvre (1927-1992), homme politique fédéral du Québec ;
- Thomas Lefebvre-Dugrosriez (1799-1861), homme politique français ;
- Turrien Lefebvre (1608-1672), écrivain de Douai.

### U
- Ulrik Le Fèvre (né en 1946), footballeur danois ;
- Urbain Lefebvre (1725-1792), prêtre catholique français mort lors des Massacres de septembre.

### V
- Valère Lefebvre, parfois Louis-Valère Lefebvre (1840-1902), peintre français ;
- Victor Le Febvre (1824-1892), avocat et homme politique français ;
- Victor Lefèvre (1822-1904), écrivain belge ;
- Virginie Lefebvre (née en 1980), médium, écrivaine, et conférencière française.

### W
- Wandrille Lefèvre (né en 1988), footballeur français.

### Y
- Yves Le Febvre (1874-1959), écrivain et homme politique français ;

### Familles
- Famille Le Fèvre de Caumartin
- Famille Lefebvre de Laboulaye
- Famille Lefèvre-Pontalis
- Famille Lefèvre d'Ormesson

## Entreprises
- Lefèvre-Utile
- Lefèvre-Denise